# Westfälische Nachrichten

Alternatives Logo

Westfälische Nachrichten (WN) ist eine regionale Tageszeitung für den Raum Münster, das Münsterland und das Tecklenburger Land. Sie wird von der Aschendorff Medien GmbH & Co. KG herausgegeben.

## Auflage
Die verkaufte Auflage der Hauptausgabe Münster betrug 2014, dem Zeitpunkt der letzten gesonderten Meldung an die IVW, 92.286 Exemplare. Das entspricht einem Rückgang von 5 Prozent gegenüber 1998. Seitdem wird die Auflage nur noch gemeinsam mit der Münsterschen Zeitung ausgewiesen. In den vergangenen Jahren haben die beiden Zeitungen ihre Auflage halten können. Die verkaufte Auflage ist seit 2014 um durchschnittlich 0,8 % pro Jahr gesunken. Im letzten Jahr ist sie dagegen um 18,6 % gestiegen. Sie beträgt gegenwärtig 101.874 Exemplare. Der Anteil der Abonnements an der verkauften Auflage liegt bei 83,4 Prozent.
| 1998  | 1999  | 2000  | 2001  | 2002   | 2003   | 2004   | 2005   | 2006   | 2007   | 2008   | 2009   | 2010   | 2011  | 2012  | 2013 | 2014 | 2015 | 2016 | 2017 | 2018 | 2019 | 2020 | 2021 | 2022 | 2023 | 2024 |
| ----- | ----- | ----- | ----- | ------ | ------ | ------ | ------ | ------ | ------ | ------ | ------ | ------ | ----- | ----- | ---- | ---- | ---- | ---- | ---- | ---- | ---- | ---- | ---- | ---- | ---- | ---- |
| 96839 | 99034 | 99886 | 99333 | 102739 | 101446 | 100030 | 106443 | 105764 | 104743 | 103037 | 100899 | 100243 | 97740 | 94519 |      |      |      |      |      |      |      |      |      |      |      |      |

| 1998 | 1999 | 2000 | 2001 | 2002 | 2003 | 2004 | 2005 | 2006 | 2007 | 2008 | 2009 | 2010 | 2011 | 2012 | 2013 | 2014   | 2015   | 2016   | 2017   | 2018   | 2019   | 2020   | 2021   | 2022  | 2023  | 2024   |
| ---- | ---- | ---- | ---- | ---- | ---- | ---- | ---- | ---- | ---- | ---- | ---- | ---- | ---- | ---- | ---- | ------ | ------ | ------ | ------ | ------ | ------ | ------ | ------ | ----- | ----- | ------ |
|      |      |      |      |      |      |      |      |      |      |      |      |      |      |      |      | 110576 | 113971 | 111864 | 108549 | 106220 | 103851 | 102514 | 101430 | 96965 | 86326 | 102349 |

Im Verbund mit den Partnerverlagen der Zeitungsgruppe Münsterland (ZGM) sind die Westfälischen Nachrichten mit einer verkauften Auflage von 165.708 Exemplaren die auflagenstärkste Tageszeitung der Region.
Mehr als die Hälfte der Bevölkerung (56,4 Prozent) der über 14-Jährigen liest täglich die Westfälischen Nachrichten oder einen Titel der ZGM-Gruppe (Media-Analyse 2014).

## Verlagsprodukte

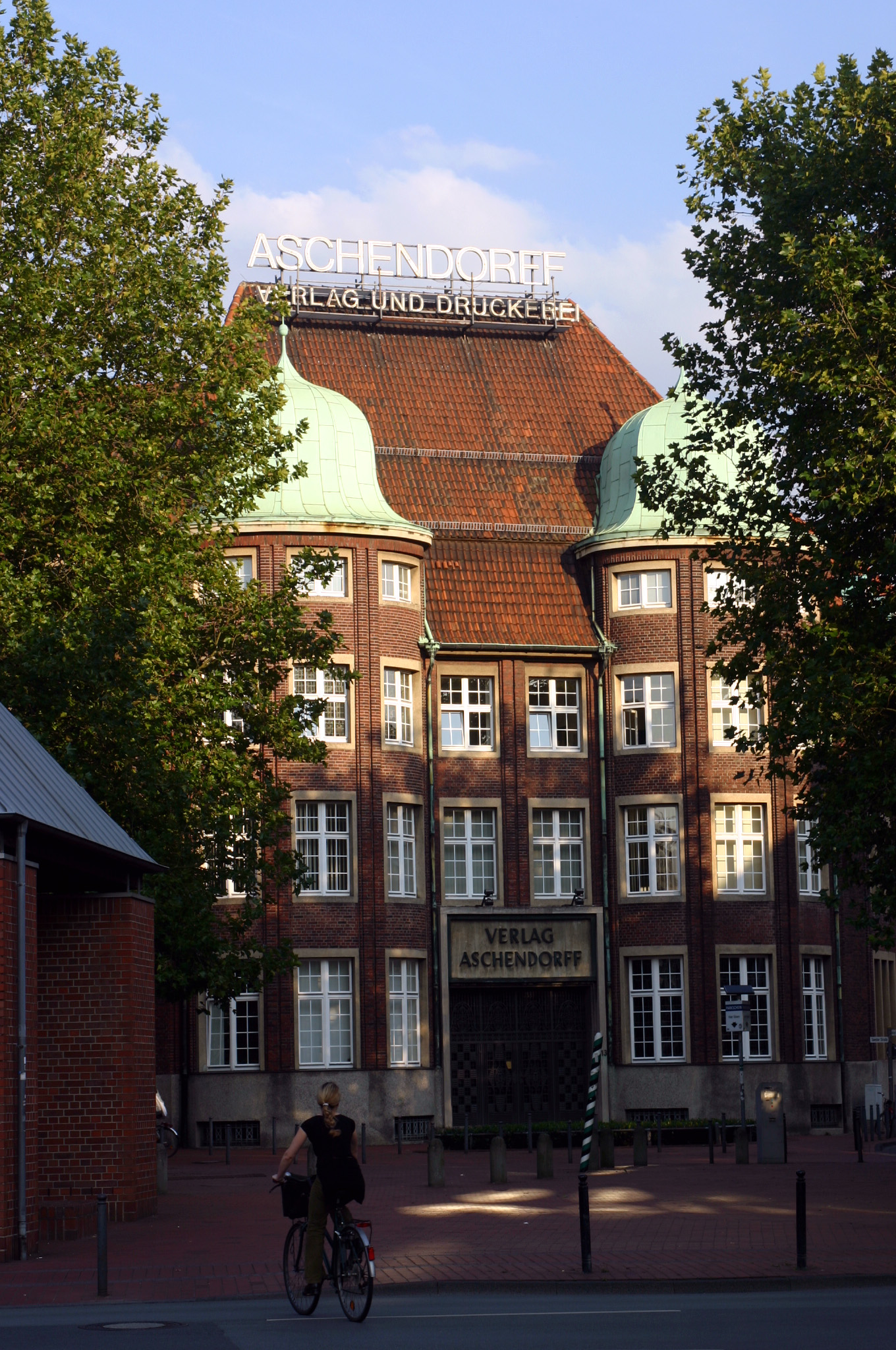
Verlagshaus Aschendorff, Stammsitz bis 2008, heute Sitz des Buchverlages

Einen Großteil der Verbundauflage der ZGM macht die Hauptausgabe Münster (umfasst Münster und zahlreiche Umlandgemeinden) aus. Zur ZGM gehören die Westfälischen Nachrichten, die Allgemeine Zeitung in Coesfeld mit ihren Tochterausgaben Billerbecker Anzeiger und Gescherer Zeitung, die Grevener Zeitung, die Borkener Zeitung, die Dülmener Zeitung, die Emsdettener Volkszeitung, die Ibbenbürener Volkszeitung, die Münsterländische Volkszeitung Rheine sowie die Münstersche Zeitung. Gedruckt wird im Aschendorff Druckzentrum an der Hansalinie in Münster.
Von den Westfälischen Nachrichten werden 15 verschiedene Lokalausgaben für das Münsterland bzw. Tecklenburger Land gedruckt. Inklusive der Partnerverlage existieren 19 verschiedene Belegungseinheiten für Anzeigen- und Beilagenkunden.
Die Zeitung bietet dabei ein Komplett-Angebot von Nachrichten aus Politik, Wirtschaft, Kultur, Sport aus der Region. Ergänzt wird dies durch zielgruppenspezifische Angebote wie zum Beispiel der Kinderseite „Yango“. Zu den der Westfälischen Nachrichten gehört ferner das Freizeit- und Veranstaltungsmagazin „WN live“, das einmal im Monat (freitags) allen WN-Ausgaben beiliegt. Zusätzlich ist das Magazin kostenlos an rund 400 Auslagestellen erhältlich.

## Redaktion
Über 100 festangestellte Redakteure berichten tagtäglich in 15 verschiedenen Lokalausgaben für das Münsterland. Neben der Mantelredaktion im Medienhaus Aschendorff sowie der Lokalredaktion Münster, die im Verlagshaus an der Soester Straße angesiedelt ist, gehören Lokalredaktionen in Ahlen, Ascheberg, Borghorst, Burgsteinfurt, Drensteinfurt, Greven, Gronau, Havixbeck, Hiltrup, Lengerich, Lüdinghausen, Nottuln, Ochtrup, Senden, Sendenhorst, Telgte und Warendorf zu den Westfälischen Nachrichten.

## Lokalzeitung in Münster
In Münster, wo die Hauptausgabe der Westfälischen Nachrichten erscheint, ist die WN neben der Münsterschen Zeitung (MZ) eine von insgesamt zwei Lokalzeitungen, wobei die WN die Berichterstattung in beiden Gazetten übernimmt; der Mantelteil kommt bei der Münsterschen Zeitung von den Ruhr-Nachrichten aus Dortmund.
Der örtliche kommerzielle Radiosender Antenne Münster gehört zu 75 Prozent den beiden Lokalzeitungen WN und MZ.

## Online, Mobil & WN ePaper
Die Westfälischen Nachrichten bieten Informationen auf verschiedenen Kanälen an (Print, Online, Mobile). Dabei arbeitet die in einer Newsdesk-Organisation aufgebaute Redaktion der Westfälischen Nachrichten nach dem Prinzip „Online first“: Das seit 2007 angebotene Nachrichten-Portal www.wn.de verzeichnet mehr als 1 Mio. einzelne Nutzer und durchschnittlich mehr als 16 Mio. mobile und stationäre Seitenaufrufe pro Monat. Durch das Zusammenspiel von Artikeln, Fotostrecken, Videos und Livetickern ergibt sich ein multimediales regionales Nachrichtenangebot.
Seit Oktober 2012 werden alle Lokalausgaben der Westfälischen Nachrichten auch in digitaler Form als "WN ePaper" angeboten. Die Nutzung erfolgt über einen herkömmlichen Browser sowie über die WN ePaper-App für iOS und Android. Zusätzlich zur WN ePaper-App haben die Westfälischen Nachrichten im April 2016 die WN News-Apps für Smartphones und Tablets (ebenfalls für iOS und Android) an den Start gebracht.
Im Mai 2013 hat die Westfälische Nachrichten mit der Euroweb Gruppe das Tochter Unternehmen WN Onlineservice gegründet.
Der WN Onlineservice bringt Unternehmen im Münsterland ins Internet.
Professionelle Webdesigner des WN Onlineservice erstellen für Unternehmen Suchmaschinen optimierte Internetseiten damit diese Unternehmen in den Suchmaschinen auch richtig gefunden werden.
Geschäftsführer des WN Onlineservice ist Daniel Fratzscher der auch Geschäftsführer der Euroweb Gruppe ist.

## Geschichte

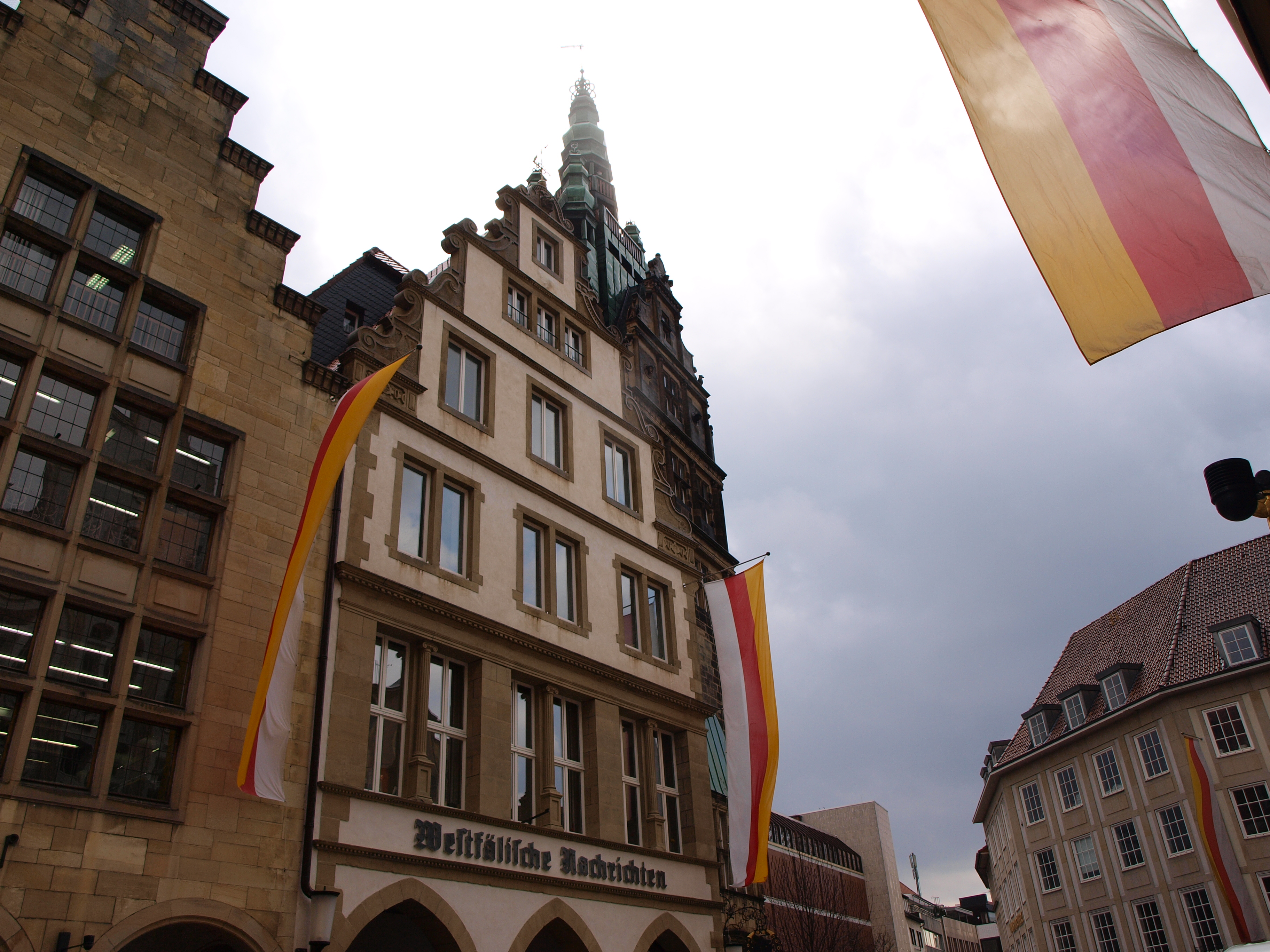
Ehemalige Geschäftsstelle der Westfälischen Nachrichten am Prinzipalmarkt in Münster.

Von 1852 bis 1937 erschien der Münsterische Anzeiger, der im Jahre 1937 zur Zeit des Nationalsozialismus von den NS-Machthabern entschädigungslos enteignet wurde. Dies war der Vorläufer der heutigen Westfälischen Nachrichten.
Nach dem Zweiten Weltkrieg erteilte die britische Besatzungsbehörde dem Aschendorff Verlag die Lizenz zur Veröffentlichung einer neuen Zeitung. Erste Lizenzträger der Westfälischen Nachrichten waren der ehemalige Reichstagsabgeordnete Franz Bornefeld-Ettmann, Gottfried Hasenkamp und der Mitinhaber der Aschendorffschen Verlagsbuchhandlung, Friedrich Leopold Hüffer.
Da die Druckmaschine während der Luftangriffe auf Münster zerstört worden war, wurden die Westfälischen Nachrichten im Verlagshaus Holterdorf in Oelde gedruckt – die erste Ausgabe der Westfälischen Nachrichten erschien am 3. August 1946. Ab 1949 erfolgte die Produktion der Zeitung wieder im Druckhaus in Münster.
Im Jahr 1950 schlossen sich die Westfälischen Nachrichten mit umliegenden Heimatverlagen im Münsterland zur „Zeitungsverlagsgesellschaft Nordwestdeutschland“ (ZENO), heute „Zeitungsgruppe Münsterland“ (ZGM), zusammen.
Chefredakteur war von 1990 bis 2000 Jost Springensguth. Seine Nachfolge trat am 1. Juli 2000 Norbert Tiemann an, der seit 1997 stellvertretender Chefredakteur gewesen war. Auf Norbert Tiemann folge ab März 2022 Anne Eckrodt, die zuvor ebenfalls mehrere Jahre als stellvertretende Chefredakteurin fungiert hatte. Seit Juni 2025 ist Ulrich Windolph Chefredakteur des Blattes.
Am 1. August 2014 wurde bekannt, dass der WN-Herausgeber Aschendorff auch Münsters kleinere Lokalzeitung, die Münstersche Zeitung (MZ) im Rahmen einer Sanierungsfusion übernehmen will. Beobachter befürchten, dass damit in Münster die Pressevielfalt deutlich zurückgehen und die Übernahme der als weniger konservativ geltenden MZ durch die WN zu einem politischen Rechtsruck in der lokalen Berichterstattung führen könne. Das Bundeskartellamt stimmte ausnahmsweise der Übernahme zu, weil auch eine Insolvenz der Konkurrenzzeitung zu einer Monopolstellung der WN geführt hätte.

## Archiv
Alle je erschienenen Seiten der Zeitung sind Anfang des 21. Jahrhunderts eingescannt worden. Mit mehr als einer Million Seiten war das der größte in Deutschland je vergebene Einscan-Auftrag. Heute ist das komplette Archiv mit 60 Zeitungsjahrgängen in digitaler Form verfügbar. Am 30. September 2020 haben die Westfälischen Nachrichten ihr Archiv geschlossen. Seit 2022 ist das Archiv im digitalen Zeitungsabonoment mit inbegriffen.